# We r in control
We r in control is een lied van Neil Young uit 1982. Het jaar erop stond het in de rocklijst van Billboard op nummer 42.
Young bracht het nummer in 1982 via Geffen Records uit op zijn album Trans. Ook gebruikte hij het nummer dat jaar als B-kant van zijn single Little thing called love. Net als veel ander werk op dit album kan ook dit nummer worden gerekend tot de spacerock. De stem is vervormd alsof het lied wordt gezongen door een robot. De inhoud van deze teksten gaat in het algemeen over de mechanisatie van de mens.
We r in control is een beschrijving van een technologische wereld, waarin machines de maatschappij van de mens overnemen. In de coupletten herhaalt Young We control met vervolgens hetgene waarover machines de controle hebben. Dit varieert van databanken, denktanks tot en met de FBI en de televisiefrequenties. Voor Young is dit alles een dysutopie